# ФК Неретва Метковић
Фудбалски клуб Неретва (хрв. Nogometni klub Neretva) је хрватски фудбалски клуб из Метковића, члан је Треће лиге Хрватске у фудбалу - Југ.
Клуб је основан 1919. године. Име је добио по реци Неретви на којој се налази Метковић.
Највећи успех клуб је остварио у сезони 1994/95. када се такмичио у Првој лиги Хрватке, где је остао само једну сезону.

## Неретва на вечној табела клубова Прве лиге Хрватске од 1992. до 2007.
| Плас. | Тим               | Број сезона | ИГ | Д | Н  | ИЗ | ГД | ГП | ГР  | Бод |
| ----- | ----------------- | ----------- | -- | - | -- | -- | -- | -- | --- | --- |
| 31.   | Неретва, Метковић | 1           | 30 | 4 | 11 | 15 | 20 | 44 | -24 | 23  |

Шаблон:Трећа лига Хрватске у фудбалу